# Triplophysa angeli
Triplophysa angeli är en fiskart som först beskrevs av Fang, 1941.  Triplophysa angeli ingår i släktet Triplophysa och familjen grönlingsfiskar. Inga underarter finns listade i Catalogue of Life.